# آلن کرانستون
آلن کرانستون (به انگلیسی: Alan Cranston) سناتور سابق عضو حزب دموکرات ایالات متحده آمریکا بود. وی در سال ۱۹۶۹ تا ۱۹۹۳ میلادی سناتور ایالت کالیفرنیا در سنای ایالات متحده آمریکا بود.